# 小榄水道

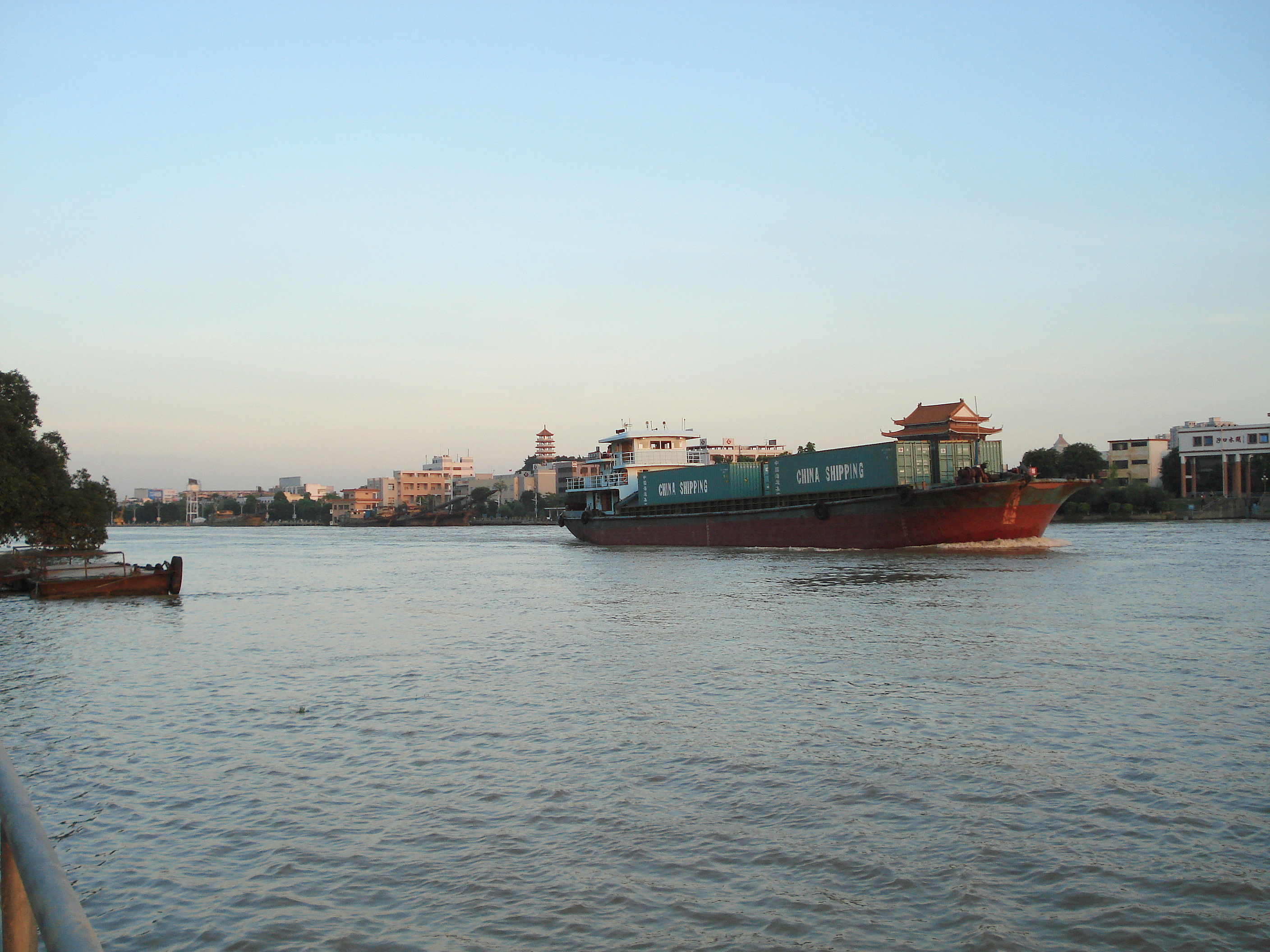
小榄水道上的货柜轮

小榄水道，位于中华人民共和国广东省中山市境内，北起东凤镇的莺哥嘴，接东海水道，向东南，西岸经小榄、东升、港口，东岸经东凤、阜沙，至港口大南尾与鸡鸦水道汇合后流入横门水道。全长31千米，河面宽度150～300米，低潮水深3～3.5米，可航行500～1000吨位轮驳船。是中山市主要航道。收潮汐影响，属于双向流河段。